# Keep Yourself Alive
"Keep Yourself Alive" é uma canção do grupo de rock inglês Queen. Escrita pelo guitarrista Brian May, é a faixa de abertura do álbum de estréia do grupo, Queen. Foi lançada como o primeiro single, tendo "Son and Daughter" como lado-B. "Keep Yourself Alive" foi ignorada logo após seu lançamento e também não obteve destaque nas paradas do outro lado do Atlântico.
A canção esteve no repertório de shows ao vivo da banda por quase dez anos, até cerca de 1985. Em 2008, a Rolling Stone classificou a canção no trigésimo primeiro lugar em sua lista das "100 Maiores Músicas de guitarra de todos os tempos".

## Ficha técnica
- Freddie Mercury - vocais
- Brian May - guitarra, vocais, composição
- Roger Taylor - bateria e vocais
- John Deacon - baixo